# Formacija izgubljenog čovjeka
Formacija izgubljenog čovjeka je zračni pozdrav koji se izvodi u preletu zrakoplova pri pogrebu ili memorijalnom događaju, uglavnom u sjećanje na poginulog pilota. Postoje tri varijante: jedan zrakoplov (vođa elementa) prelazi u nagli i okomiti uspon pri forsažu. U drugoj izvedbi, vođa elementa na jednak način odvaja se u stranu. Treća izvedba je prelet u formaciji iz koje upadljivo nedostaje jedan zrakoplov.

## Izvedba
Najčešće viđena izvedba počinje naletom lovaca u formaciji 'četiri prsta', koja nalikuje slovu V s jednim produženim krakom. Gledana odozgo, vođa leta je prvi, a njegov pratitelj mu je slijeva i unazad. U ravnini s pratiteljem je vođa elementa, ali s desne strane. Unazad i zdesna od vođe elementa je njegov pratitelj.
Izravno nad mjestom pogreba ili memorijalnog događaja, vođa elementa se odvaja od formacije i kreće u okomoit uspon, dok preostala tri aviona nastavljaju ravni let dok svi zrakoplovi ne nestanu iz vidokruga. Avion koji se odvoji simbolizira poginulog pilota kome se iskazuje počast.
Zurenje u formaciju i pogotovo u avion koji se odvaja, smatra se neukusnim i nesrećom. Praznovjerje među pilotima kaže da će onaj koji zuri u avion koji se odvaja u čast poginulom pilotu biti sljedeći kome će se iskazivati ta čast, dakle da će sljedeći poginuti.